# Henrietta Lacks
Henrietta Lacks, oprindeligt Loretta Pleasant (født 1. august 1920 i Roanoke, Virginia, USA, død 4. oktober 1951 på Johns Hopkins Hospital i Baltimore, Maryland, USA) var en amerikansk tobaksarbejder, der døde af livmoderhalskræft, forårsaget af HPV-virus. Henrietta Lacks' cancerceller er grundlæggeren af HeLA-cellelinjen, der er en af de vigtigste celle-linjer i moderne medicinsk forskning. 
Hun delte som barn værelse med sin fætter, som gjorde hende gravid, da hun var fjorten år. Dette skulle blive det første af fem børn, de endte med at få sammen. Fire år senere fik de en datter, som var udviklingshæmmet. Hun døde på Hospital for the Negro Insane umiddelbart efter sin mor. Lacks og hendes fætter blev gift i 1941 og flyttede efterfølgende til Maryland, hvor de fik tre børn mere.
Fordi fætteren også var sammen med andre kvinder, smittede han hende med flere kønssygdome, deriblandt gonorré og sandsynligvis også en HPV-virus, der endte med at koste hende livet. I 1951 tog Lacks til læge, fordi hun havde smerter og blødninger i underlivet, hvilket viste sig at være livmoderhalskræft.

## HeLa
I forbindelse med sin behandling på Johns Hopkins Hospital udtog lægerne celler fra hendes livmoderhals, der uden hendes vidende blev givet til George Otto Gey, der var forsker og læge på sygehuset. Han (og andre) havde før prøvet at få celler til at overleve udenfor kroppen, hvilket ikke var lykkedes. Det lykkedes imidlertid at få cellerne fra Lacks tumor til at overleve, og efterkommere af disse er pr. 2017 fortsat i live. De er i dag kendt som HeLa-celler, som siden har været med til at udvikle vacciner, kloning, gen-kortlægning, cellebiologi og kunstig befrugtning. Pr. 2017 er der registreret ca. 11.000 patenter, der har med hendes celler at gøre, og i PubMed er der over 93.000 studier af hendes celler.
Af hendes øvrige børn blev en søn dømt til 15 års fængsel pga. et knivoverfald og en datter blev mor som teenager og endte med at forlade sin ægtemand, der tævede hende.
Rebecca Skloot har skrevet en bog om Henrietta Lacks, der hedder Henrietta Lacks udødelige liv. Der er også lavet en film, baseret på bogen. Den viser, hvordan en datter har oplevet det.